# Visarga
Der Visarga (Sanskrit: विसर्ग) ist ein Zeichen der indischen Schriften. Vom Aussehen her ähnelt der Visarga in den meisten indischen Schriften einem Doppelpunkt.
Im Sanskrit stellt der Visarga ein auslautendes H nach einem Vokal dar. Er kommt ausschließlich am Ende eines Wortes vor und wird stets hinter dem Vokal oder im Falle des inhärenten Vokals auch hinter dem Konsonanten geschrieben. In der Transliteration wird der Visarga mit dem Buchstaben ḥ wiedergegeben.

## Darstellung auf dem Computer
Der Visarga des Devanagari ist am Codepunkt U+0903 codiert. Die Visargas der anderen indischen Schriften sind in der Regel jeweils 80hex Stellen danach kodiert.